# Maison-des-Champs
Maison-des-Champs é uma comuna francesa na região administrativa de Grande Leste, no departamento de Aube. Estende-se por uma área de 4,35 km². Em 2010 a comuna tinha 32 habitantes (densidade: 7,4 hab./km²).